# Francisco Flores Córdoba
Francisco Flores Córdoba (12 de febrer de 1926 - 13 de novembre de 1986) fou un futbolista mexicà.

## Selecció de Mèxic
Va formar part de l'equip mexicà a la Copa del Món de 1958.